# Heterometopia montana
Heterometopia montana är en tvåvingeart som beskrevs av Paramonov 1960. Heterometopia montana ingår i släktet Heterometopia och familjen parasitflugor. Inga underarter finns listade i Catalogue of Life.